# The Mad Martindales
The Mad Martindales is een Amerikaanse filmkomedie uit 1942 onder regie van Alfred L. Werker.

## Verhaal
De excentrieke Hugo Martindale zit in een lastig financieel parket. Hij wil daarom dat zijn dochter Evelyn trouwt met de rijke Peter Varney. Zij is echter verliefd op de arme Julio Rigo. Uiteindelijk vindt haar jongere zus Kathy een oplossing, maar ze beseft niet dat haar vader ook voor haar toekomstplannen heeft gemaakt.

## Rolverdeling
| Acteur          | Personage          |
| --------------- | ------------------ |
| Jane Withers    | Kathy Martindale   |
| Marjorie Weaver | Evelyn Martindale  |
| Alan Mowbray    | Hugo Martindale    |
| Jimmy Lydon     | Bobby Bruce Turner |
| Gig Young       | Peter Varney       |
| George Reeves   | Julio Rigo         |
| Charles Lane    | Virgil Hickling    |
| Kathleen Howard | Grootmoeder Varney |
| Robert Greig    | Wallace Butler     |
| Brandon Hurst   | Smythe Butler      |
| Steve Geray     | Jan van der Venne  |
| Victor Sen Yung | Jefferson Gow      |
| Emma Dunn       | Agnes              |
| Hal K. Dawson   | Receptionist       |
| Don Dillaway    | Advocaat           |